# Badminton Open Saarbrücken 2003
Die Bitburger Open 2003 (offiziell Bitburger Badminton Open 2003) im Badminton fanden vom 3. bis zum 7. Dezember 2003 in Saarbrücken statt.

## Austragungsort
- Saarlandhalle Saarbrücken

## Medaillengewinner
| Disziplin    | Gold                              | Silber                              | Bronze                             |
| ------------ | --------------------------------- | ----------------------------------- | ---------------------------------- |
| Herreneinzel | Dicky Palyama                     | George Rimarcdi                     | Björn Joppien                      |
| Herreneinzel | Dicky Palyama                     | George Rimarcdi                     | Eric Pang                          |
| Dameneinzel  | Xu Huaiwen                        | Pi Hongyan                          | Tine Rasmussen                     |
| Dameneinzel  | Xu Huaiwen                        | Pi Hongyan                          | Judith Meulendijks                 |
| Herrendoppel | Michał Łogosz Robert Mateusiak    | Vincent Laigle Svetoslav Stoyanov   | Henrik Andersson Fredrik Bergström |
| Herrendoppel | Michał Łogosz Robert Mateusiak    | Vincent Laigle Svetoslav Stoyanov   | Imanuel Hirschfeld George Rimarcdi |
| Damendoppel  | Nicole Grether Juliane Schenk     | Kamila Augustyn Nadieżda Kostiuczyk | Carina Mette Kathrin Piotrowski    |
| Damendoppel  | Nicole Grether Juliane Schenk     | Kamila Augustyn Nadieżda Kostiuczyk | Reiko Shiota Kumiko Ogura          |
| Mixed        | Fredrik Bergström Johanna Persson | Nikolai Sujew Marina Yakusheva      | Vladislav Druzchenko Elena Nozdran |
| Mixed        | Fredrik Bergström Johanna Persson | Nikolai Sujew Marina Yakusheva      | Svetoslav Stoyanov Victoria Wright |

## Herreneinzel Qualifikation
- Michael Spuehler –  Christian Beutel: 15-6 / 6-15 / 15-13
- Agus Sugimin –  Jan Kiel: 17-14 / 15-13
- Ilkka Nyqvist –  Thomas Staczan: 15-2 / 15-6
- Mike Joppien –  Philip Sommer: 15-4 / 15-3
- Sebastian Wittig –  Christos Coucas: 15-4 / 15-0
- Evgeniy Dremin –  Timo Courage: 15-3 / 15-5
- Agung Ruhanda –  Benjamin Woll: 15-1 / 15-3
- Alexander Jacobi –  Manfred Helms: 15-6 / 15-4
- Sebastian Schöttler –  Michael Spuehler: 15-12 / 15-5
- Agus Sugimin –  Markus Ebert: 15-8 / 15-2
- Stephan Löll –  Dieter Domke: 15-7 / 15-7
- Steffen Hornig –  Alexander Piske: 15-13 / 15-13
- Ilkka Nyqvist –  Sven Eric Kastens: 15-4 / 16-17 / 15-9
- Maurice Niesner –  Christian Böhmer: 15-7 / 15-7
- Mike Joppien –  Christos Poulios: 15-2 / 15-4
- Koen Ridder –  Marco Fux: 4-15 / 15-10 / 15-11
- Thorsten Hukriede –  Danny Schwarz: 15-5 / 15-13
- Sebastian Wittig –  Stanislav Mlejnek: 15-0 / 15-6
- Marcel Reuter –  Fabian Zilm: 15-3 / 15-3
- Matthias Bilo –  Thera Herman: 17-14 / 15-9
- Guntur Hariono –  Kai Waldenberger: 15-8 / 15-7
- Evgeniy Dremin –  Robert Georg: 15-5 / 15-0
- Agung Ruhanda –  Michael Fuchs: 5-15 / 15-9 / 15-6
- Alexander Jacobi –  Marko Kroflic: 15-10 / 11-15 / 15-2
- Sebastian Schöttler –  Agus Sugimin: 15-11 / 15-0
- Stephan Löll –  Steffen Hornig: 15-9 / 15-9
- Ilkka Nyqvist –  Maurice Niesner: 15-4 / 15-6
- Mike Joppien –  Koen Ridder: 15-1 / 15-1
- Thorsten Hukriede –  Sebastian Wittig: 15-9 / 15-2
- Matthias Bilo –  Marcel Reuter: 12-15 / 15-8 / 17-14
- Guntur Hariono –  Evgeniy Dremin: 15-8 / 6-15 / 15-9
- Agung Ruhanda –  Alexander Jacobi: 15-5 / 15-7

## Herreneinzel
- Daniel Damgaard –  Gerben Bruijstens: 15-10 / 15-12
- Jim Ronny Andersen –  Sebastian Schöttler: 15-4 / 15-5
- Marco Vasconcelos –  Dharma Gunawi: 13-15 / 17-16 / 15-7
- Andreas Wölk –  Irfan Razi: 15-8 / 15-1
- Nabil Lasmari –  Andrej Pohar: 15-7 / 15-9
- Jan Vondra –  Oliver Pongratz: 15-6 / 15-4
- Peter Zauner-  Matthias Bilo: 12-15 / 17-14 / 15-2
- Michael Christensen –  Rafał Hawel: 15-14 / 15-3
- Per-Henrik Croona –  Arnd Vetters: 14-17 / 15-6 / 15-4
- Nikhil Kanetkar –  Evgenij Isakov: 15-0 / 15-12
- Vladislav Druzchenko –  Stephan Löll: 15-7 / 15-2
- Joachim Fischer Nielsen –  Xie Yangchun: 15-12 / 15-12
- Stanislav Pukhov  –  Yong Yudianto: 15-8 / 15-9
- Eric Pang –  Olivier Andrey: 15-11 / 15-5
- Jean-Michel Lefort –  Guntur Hariono: 2-15 / 15-4 / 15-7
- Jan Fröhlich –  Ian Maywald: 15-13 / 15-5
- George Rimarcdi –  Rune Massing: 15-9 / 15-3
- Joachim Persson –  Roman Spitko: 15-6 / 15-4
- Aamir Ghaffar –  Mike Joppien: 15-7 / 15-8
- Ilkka Nyqvist –  Jürgen Koch: 15-11 / 15-13
- Kasper Ødum –  Marc Zwiebler: 15-4 / 15-3
- Arif Rasidi –  Michael Trojan: 15-5 / 15-2
- Agung Ruhanda –  Jesper Christensen: w.o.
- Thorsten Hukriede –  Roman Zirnwald: w.o.
- Björn Joppien –  Daniel Damgaard: 13-15 / 15-8 / 15-9
- Jim Ronny Andersen –  Marco Vasconcelos: 15-6 / 15-13
- Agung Ruhanda –  Bobby Milroy: 9-15 / 15-9 / 15-9
- Andreas Wölk –  Thorsten Hukriede: 15-2 / 17-15
- Dicky Palyama –  Nabil Lasmari: 17-16 / 5-15 / 15-2
- Jan Vondra –  Peter Zauner: 15-10 / 15-9
- Michael Christensen –  Michael Lahnsteiner: 15-4 / 15-1
- Per-Henrik Croona –  Nikhil Kanetkar: 15-7 / 12-15 / 15-3
- Joachim Fischer Nielsen –  Vladislav Druzchenko: 15-13 / 15-11
- Stanislav Pukhov  –  Rasmus Wengberg: 15-6 / 9-15 / 15-10
- Eric Pang –  Jean-Michel Lefort: 15-5 / 15-4
- Jens Roch –  Jan Fröhlich: 15-7 / 15-3
- George Rimarcdi –  Joachim Persson: 15-11 / 15-12
- Richard Vaughan –  Aamir Ghaffar: 15-13 / 15-8
- Kasper Ødum –  Ilkka Nyqvist: 15-12 / 15-1
- Arif Rasidi –  Przemysław Wacha: 14-17 / 15-3 / 15-1
- Björn Joppien –  Jim Ronny Andersen: 11-15 / 15-6 / 15-5
- Agung Ruhanda –  Andreas Wölk: 7-15 / 15-5 / 15-5
- Dicky Palyama –  Jan Vondra: 15-11 / 15-1
- Per-Henrik Croona –  Michael Christensen: 17-16 / 15-8
- Stanislav Pukhov  –  Joachim Fischer Nielsen: 15-11 / 17-14
- Eric Pang –  Jens Roch: 17-14 / 10-15 / 17-14
- George Rimarcdi –  Richard Vaughan: 15-6 / 15-10
- Arif Rasidi –  Kasper Ødum: 15-10 / 15-7
- Björn Joppien –  Agung Ruhanda: 15-2 / 15-1
- Dicky Palyama –  Per-Henrik Croona: 15-10 / 15-7
- Eric Pang –  Stanislav Pukhov : 15-11 / 15-11
- George Rimarcdi –  Arif Rasidi: 2-15 / 15-9 / 15-6
- Dicky Palyama –  Björn Joppien: 15-12 / 15-4
- George Rimarcdi –  Eric Pang: 15-10 / 16-17 / 17-14
- Dicky Palyama –  George Rimarcdi: 15-2 / 15-4

## Dameneinzel
- Pi Hongyan –  Katja Michalowsky: 11-2 / 11-0
- Kamila Augustyn –  Hana Procházková: 6-11 / 11-1 / 11-8
- Marina Andrievskaia –  Maja Tvrdy: 11-3 / 11-3
- Nicole Grether –  Anne Marie Pedersen: 4-11 / 11-6 / 11-7
- Kelly Morgan –  Mette Pedersen: 11-2 / 11-1
- Claudia Vogelgsang –  Ekaterina Ananina: 11-13 / 11-7 / 11-6
- Judith Meulendijks –  Santi Wibowo: 11-2 / 11-1
- Miyo Akao –  Simone Prutsch: 11-2 / 11-6
- Juliane Schenk –  Nadieżda Zięba: 11-5 / 4-11 / 11-4
- Anu Nieminen –  Neli Boteva: 11-4 / 11-9
- Elena Nozdran –  Bing Huang: 11-6 / 11-9
- Tine Baun –  Diana Dimova: 11-1 / 11-4
- Sara Persson –  Karin Schnaase: 11-7 / 11-8
- Petya Nedelcheva –  Tatiana Vattier: w.o.
- Chie Umezu –  Elena Shimko: 11-0 / 13-11
- Xu Huaiwen –  Kati Tolmoff: 11-0 / 11-2
- Pi Hongyan –  Kamila Augustyn: 11-1 / 11-4
- Nicole Grether –  Marina Andrievskaia: 11-0 / 13-10
- Kelly Morgan –  Claudia Vogelgsang: 11-0 / 11-9
- Judith Meulendijks –  Miyo Akao: 11-5 / 11-5
- Anu Nieminen –  Juliane Schenk: 13-11 / 11-8
- Tine Baun –  Elena Nozdran: 11-3 / 11-8
- Sara Persson –  Petya Nedelcheva: 11-9 / 4-11 / 11-0
- Xu Huaiwen –  Chie Umezu: 11-8 / 13-10
- Pi Hongyan –  Nicole Grether: 11-5 / 11-9
- Judith Meulendijks –  Kelly Morgan: 11-3 / 13-11
- Tine Baun –  Anu Nieminen: 11-1 / 7-11 / 11-9
- Xu Huaiwen –  Sara Persson: 11-8 / 11-9
- Pi Hongyan –  Judith Meulendijks: 11-9 / 11-3
- Xu Huaiwen –  Tine Baun: 11-1 / 11-9
- Xu Huaiwen –  Pi Hongyan: 9-11 / 11-5 / 11-5

## Herrendoppel Qualifikation
- Marcel Reuter /  Benjamin Woll –  Marco Fux /  Irfan Razi: 15-4 / 13-15 / 15-5
- Christian Böhmer /  Thomas Staczan –  Robert Georg /  Thera Herman: 15-5 / 12-15 / 15-7
- Alexander Piske /  Stefan Wagner –  Toni Gerasch /  Fabian Zilm: 17-14 / 8-15 / 15-4
- Alexander Jacobi /  Sebastian Wittig –  Christos Coucas /  Christos Poulios: 15-3 / 15-5
- Stephan Löll /  Maurice Niesner –  Dieter Domke /  Eugen Goidenko: 15-5 / 15-11
- Markus Ebert /  Jan Kiel –  Olivier Andrey /  Michael Spuehler: 15-13 / 10-15 / 17-14
- Agung Ruhanda /  Agus Sugimin –  Christian Beutel /  Philip Sommer: 15-4 / 15-4
- Marcel Reuter /  Benjamin Woll –  Timo Courage /  Olaf Schulz-Holstege: 13-15 / 17-14 / 15-12
- Christian Böhmer /  Thomas Staczan –  Alexander Piske /  Stefan Wagner: 15-12 / 17-14
- Stephan Löll /  Maurice Niesner –  Alexander Jacobi /  Sebastian Wittig: 15-12 / 15-12
- Agung Ruhanda /  Agus Sugimin –  Markus Ebert /  Jan Kiel: 15-6 / 15-3

## Herrendoppel
- Michał Łogosz /  Robert Mateusiak –  Miha Horvat /  Denis Peshehonov: 15-2 / 15-4
- Ian Palethorpe /  Paul Trueman –  Arnd Vetters /  Franklin Wahab: 15-13 / 15-10
- Frédéric Mawet /  Wouter Claes –  Steffen Hornig /  Kai Waldenberger: 15-0 / 15-9
- Agung Ruhanda /  Agus Sugimin –  Rasmus Andersen /  Joachim Persson: 15-10 / 5-1
- Thorsten Hukriede /  Mike Joppien –  Kristof Hopp /  Thomas Tesche: 15-10 / 15-4
- Henrik Andersson /  Fredrik Bergström –  Gerben Bruijstens /  Remco Muyris: 15-5 / 15-10
- Manuel Dubrulle /  Mihail Popov –  Christian Böhmer /  Thomas Staczan: 15-8 / 15-9
- Sven Eric Kastens /  Sebastian Schöttler –  Michael Lahnsteiner /  Michael Trojan: 15-4 / 15-7
- Tijs Creemers /  Jürgen Wouters –  Stanislav Mlejnek /  Jan Vondra: 15-1 / 15-5
- Ingo Kindervater /  Björn Siegemund –  Marko Kroflic /  Gasper Plestenjak: 15-6 / 15-4
- Ian Maywald /  Marc Zwiebler –  Stephan Löll /  Maurice Niesner: 15-13 / 15-7
- Vincent Laigle /  Svetoslav Stoyanov –  Jürgen Koch /  Peter Zauner: 15-7 / 15-6
- Jordy Halapiry /  Youri Lapre –  Jean-Michel Lefort /  Arif Rasidi: 15-11 / 9-15 / 17-14
- Imanuel Hirschfeld /  George Rimarcdi –  Jochen Cassel /  Joachim Tesche: 10-15 / 15-13 / 15-5
- Tim Dettmann /  Michael Fuchs –  Marcel Reuter /  Benjamin Woll: 15-4 / 15-4
- Thomas Røjkjær Jensen /  Tommy Sørensen –  Stanislav Pukhov  /  Nikolai Sujew: 15-9 / 15-8
- Michał Łogosz /  Robert Mateusiak –  Ian Palethorpe /  Paul Trueman: 15-8 / 15-7
- Agung Ruhanda /  Agus Sugimin –  Frédéric Mawet /  Wouter Claes: 15-8 / 15-12
- Henrik Andersson /  Fredrik Bergström –  Thorsten Hukriede /  Mike Joppien: 15-5 / 15-10
- Manuel Dubrulle /  Mihail Popov –  Sven Eric Kastens /  Sebastian Schöttler: 15-7 / 15-6
- Tijs Creemers /  Jürgen Wouters –  Ingo Kindervater /  Björn Siegemund: 17-15 / 11-15 / 15-12
- Vincent Laigle /  Svetoslav Stoyanov –  Ian Maywald /  Marc Zwiebler: 15-6 / 15-4
- Imanuel Hirschfeld /  George Rimarcdi –  Jordy Halapiry /  Youri Lapre: 15-7 / 15-8
- Tim Dettmann /  Michael Fuchs –  Thomas Røjkjær Jensen /  Tommy Sørensen: 15-5 / 15-12
- Michał Łogosz /  Robert Mateusiak –  Agung Ruhanda /  Agus Sugimin: 15-8 / 15-9
- Henrik Andersson /  Fredrik Bergström –  Manuel Dubrulle /  Mihail Popov: 15-2 / 15-2
- Vincent Laigle /  Svetoslav Stoyanov –  Tijs Creemers /  Jürgen Wouters: 15-9 / 17-14
- Imanuel Hirschfeld /  George Rimarcdi –  Tim Dettmann /  Michael Fuchs: 15-11 / 15-8
- Michał Łogosz /  Robert Mateusiak –  Henrik Andersson /  Fredrik Bergström: 15-11 / 15-11
- Vincent Laigle /  Svetoslav Stoyanov –  Imanuel Hirschfeld /  George Rimarcdi: 15-13 / 15-9
- Michał Łogosz /  Robert Mateusiak –  Vincent Laigle /  Svetoslav Stoyanov: 15-5 / 15-9

## Damendoppel
- Neli Boteva /  Petya Nedelcheva –  Carola Bott /  Karin Schnaase: 15-4 / 15-2
- Lena Frier Kristiansen /  Kamilla Rytter Juhl –  Judith Baumeyer /  Fabienne Baumeyer: 15-6 / 15-7
- Jane Crabtree /  Rachel van Cutsen –  Sindy Krauspe /  Nicole Schnurrer: 15-10 / 11-15 / 15-2
- Johanna Persson /  Victoria Wright –  Johanna Goliszewski /  Natascha Thome: 15-3 / 15-9
- Anna Efremova /  Elena Nozdran –  Ina Beck /  Claudia Ritter: 15-4 / 15-4
- Kumiko Ogura /  Reiko Shiota –  Monja Bölter /  Claudia Vogelgsang: 15-4 / 15-11
- Ekaterina Ananina /  Irina Ruslyakova –  Birgit Overzier /  Aileen Rößler: 15-1 / 15-1
- Thérèse Nawrath /  Michaela Peiffer –  Maja Kersnik /  Maja Tvrdy: 17-14 / 15-9
- Katja Michalowsky /  Anika Sietz –  Jeanine Cicognini /  Jasmin Pang: 15-3 / 8-15 / 15-9
- Eva Krab /  Paulien van Dooremalen –  Diana Dimova /  Miriam Gruber: 15-3 / 15-8
- Elena Shimko /  Marina Yakusheva –  Anu Nieminen /  Judith Meulendijks: w.o.
- Kamila Augustyn /  Nadieżda Zięba –  Neli Boteva /  Petya Nedelcheva: 15-3 / 15-6
- Carina Mette /  Kathrin Piotrowski –  Lena Frier Kristiansen /  Kamilla Rytter Juhl: 11-15 / 15-12 / 15-10
- Johanna Persson /  Victoria Wright –  Jane Crabtree /  Rachel van Cutsen: 15-6 / 15-11
- Kumiko Ogura /  Reiko Shiota –  Anna Efremova /  Elena Nozdran: 15-1 / 15-8
- Ekaterina Ananina /  Irina Ruslyakova –  Kirsteen McEwan /  Rita Yuan Gao: 15-13 / 11-15 / 15-9
- Katja Michalowsky /  Anika Sietz –  Thérèse Nawrath /  Michaela Peiffer: 15-11 / 15-4
- Nicole Grether /  Juliane Schenk –  Eva Krab /  Paulien van Dooremalen: 15-1 / 15-4
- Elena Shimko /  Marina Yakusheva –  Caren Hückstädt /  Sandra Marinello: w.o.
- Kamila Augustyn /  Nadieżda Zięba –  Elena Shimko /  Marina Yakusheva: 4-15 / 15-9 / 15-9
- Carina Mette /  Kathrin Piotrowski –  Johanna Persson /  Victoria Wright: 15-4 / 15-10
- Kumiko Ogura /  Reiko Shiota –  Ekaterina Ananina /  Irina Ruslyakova: 15-8 / 15-6
- Nicole Grether /  Juliane Schenk –  Katja Michalowsky /  Anika Sietz: 15-0 / 15-8
- Kamila Augustyn /  Nadieżda Zięba –  Carina Mette /  Kathrin Piotrowski: 15-13 / 15-10
- Nicole Grether /  Juliane Schenk –  Kumiko Ogura /  Reiko Shiota: 15-8 / 15-6
- Nicole Grether /  Juliane Schenk –  Kamila Augustyn /  Nadieżda Zięba: 15-9 / 10-15 / 15-12
- Ws (Qual) - :
- Karin Schnaase –  Anna Efremova: 11-2 / 11-3
- Sarah MacMaster –  Rachel van Cutsen: 11-9 / 11-1
- Aileen Rößler –  Erin Hois: 11-1 / 13-10
- Jeanine Cicognini –  Nicole Schnurrer: 11-7 / 11-0
- Johanna Goliszewski –  Miriam Gruber: 9-11 / 11-9 / 11-9
- Michaela Peiffer –  Irina Gritsenko: 11-7 / 6-11 / 11-6
- Elena Nozdran –  Jasmin Pang: 11-1 / 11-2
- Monja Bölter –  Sarah MacMaster: 11-2 / 11-6
- Claudia Vogelgsang –  Aileen Rößler: 11-2 / 11-0
- Katja Michalowsky –  Jeanine Cicognini: 5-11 / 11-7 / 11-8
- Johanna Goliszewski –  Karen Foo Kune: 11-3 / 11-2
- Michaela Peiffer –  Maja Kersnik: 13-12 / 11-8
- Elena Nozdran –  Carola Bott: 11-3 / 11-5
- Karin Schnaase –  Monja Bölter: 13-10 / 11-7
- Claudia Vogelgsang –  Eva Mayer: 11-3 / 11-1
- Katja Michalowsky –  Johanna Goliszewski: 11-2 / 11-2
- Elena Nozdran –  Michaela Peiffer: 11-2 / 11-5

## Mixed
- Tijs Creemers /  Jane Crabtree –  Tim Dettmann /  Michaela Peiffer: 15-9 / 15-9
- Evgeniy Dremin /  Irina Ruslyakova –  Michael Fuchs /  Monja Bölter: 15-8 / 15-10
- Joachim Tesche /  Birgit Overzier –  Remco Muyris /  Paulien van Dooremalen: 15-5 / 15-12
- Kristof Hopp /  Kathrin Piotrowski –  Michael Lahnsteiner /  Simone Prutsch: 15-5 / 15-8
- Vladislav Druzchenko /  Elena Nozdran –  Philipp Lieber /  Claudia Ritter: 15-4 / 15-0
- Markus Ebert /  Johanna Goliszewski –  Gasper Plestenjak /  Maja Kersnik: 17-14 / 15-11
- Thomas Tesche /  Carina Mette –  Peter Zauner/  Miriam Gruber: 15-6 / 15-5
- Tommy Sørensen /  Lena Frier Kristiansen –  Ingo Kindervater /  Caren Hückstädt: 15-11 / 15-10
- Jochen Cassel /  Sandra Marinello –  Jürgen Wouters /  Eva Krab: 15-7 / 15-4
- Svetoslav Stoyanov /  Victoria Wright –  Toni Gerasch /  Nicole Schnurrer: 15-7 / 15-3
- Nikolai Sujew /  Marina Yakusheva –  Robert Georg /  Ina Beck: 15-5 / 15-1
- Franklin Wahab /  Thérèse Nawrath –  Marko Kroflic /  Maja Tvrdy: 15-12 / 15-8
- Donal O’Halloran /  Bing Huang –  Timo Courage /  Sindy Krauspe: 15-6 / 15-12
- Rasmus Andersen /  Kamilla Rytter Juhl –  Dharma Gunawi /  Anika Sietz: w.o.
- Fredrik Bergström /  Johanna Persson –  Tijs Creemers /  Jane Crabtree: 15-11 / 15-13
- Joachim Tesche /  Birgit Overzier –  Evgeniy Dremin /  Irina Ruslyakova: 12-15 / 15-11 / 15-10
- Kristof Hopp /  Kathrin Piotrowski –  Rasmus Andersen /  Kamilla Rytter Juhl: 15-7 / 15-2
- Vladislav Druzchenko /  Elena Nozdran –  Markus Ebert /  Johanna Goliszewski: 15-4 / 15-9
- Tommy Sørensen /  Lena Frier Kristiansen –  Thomas Tesche /  Carina Mette: 15-10 / 13-15 / 15-3
- Svetoslav Stoyanov /  Victoria Wright –  Jochen Cassel /  Sandra Marinello: 15-3 / 15-9
- Nikolai Sujew /  Marina Yakusheva –  Franklin Wahab /  Thérèse Nawrath: 15-6 / 15-2
- Björn Siegemund /  Nicol Pitro –  Donal O’Halloran /  Bing Huang: 15-8 / 15-6
- Fredrik Bergström /  Johanna Persson –  Joachim Tesche /  Birgit Overzier: 15-9 / 15-10
- Vladislav Druzchenko /  Elena Nozdran –  Kristof Hopp /  Kathrin Piotrowski: 15-3 / 11-15 / 15-5
- Svetoslav Stoyanov /  Victoria Wright –  Tommy Sørensen /  Lena Frier Kristiansen: 15-4 / 15-10
- Nikolai Sujew /  Marina Yakusheva –  Björn Siegemund /  Nicol Pitro: 5-15 / 15-2 / 15-9
- Fredrik Bergström /  Johanna Persson –  Vladislav Druzchenko /  Elena Nozdran: 17-14 / 15-2
- Nikolai Sujew /  Marina Yakusheva –  Svetoslav Stoyanov /  Victoria Wright: 15-12 / 13-15 / 17-14
- Fredrik Bergström /  Johanna Persson –  Nikolai Sujew /  Marina Yakusheva: 13-15 / 15-10 / 15-13